# حزقيال كارلوس كاباييرو
حزقيال كارلوس كاباييرو (بالإسبانية: Juan Carlos Caballero)‏ (29 سبتمبر 1978 في إسبانيا - ) هو لاعب كرة قدم إسباني في مركز حراسة المرمى. لعب مع نادي أليكانتي ونادي أوريويلا ونادي إشبيلية ونادي إيبار ونادي كارتاخينا ونادي كونكينسي وسانجونيرا أتلتيكو وCD Teruel ‏ وLorca Deportiva CF ‏ وBenidorm CF ‏ ونادي تيراسا ‏ ولاسيرينا ونادي كوبريلوا ونادي فيغيراس ‏.

## وصلات خارجية
- حزقيال كارلوس كاباييرو على موقع قاعدة بيانات كرة القدم.إي يو (الإنجليزية)
- حزقيال كارلوس كاباييرو على موقع Soccerway.com (الإنجليزية)
- حزقيال كارلوس كاباييرو على موقع AS.com (الإسبانية)